# Corydalla
Corydalla – rodzaj ptaków z rodziny pliszkowatych (Motacillidae).

## Zasięg występowania
Rodzaj obejmuje gatunki występujące w Eurazji, Afryce i Australazji. 

## Morfologia
Długość ciała 14–20 cm; masa ciała 16–40 g. 

## Systematyka
Rodzaj ten został w 2. dekadzie XXI wieku wyodrębniony z Anthus, ale część autorów nadal umieszcza te gatunki w Anthus.

### Etymologia
- Corydalla (rodzaj żeński): gr. κορυδαλλη korudallē lub κορυδαλλος korudallos „skowronek”, od κορυς korus, κορυθος koruthos „hełm”[9].
- Agrodroma (rodzaj żeński): αγρος agros „pole”; -δρομος -dromos „biegacz”, od τρεχω trekhō „biegać”[10]. Gatunek typowy: Alauda campestris Linnaeus, 1758.
- Anomalanthus (rodzaj męski): gr. ανωμαλος anōmalos – „dziwny”, od negatywnego przedrostka αν- an-; ομαλος omalos – „równy, stały”[11]. Gatunek typowy: Anthus nicholsoni Sharpe, 1884[a].
- Anomalanthana (rodzaj żeński): rodzaj Anomalanthus Roberts, 1922; łac. przyrostek -ana – „odnoszące się do”[12]. Nowa nazwa dla Anomalanthus.

### Podział systematyczny
Do rodzaju należą następujące gatunki:
- Corydalla sylvana (Hodgson, 1845) – świergotek himalajski
- Corydalla godlewskii (Taczanowski, 1876) – świergotek stepowy
- Corydalla berthelotii (Bolle, 1862) – świergotek kanaryjski
- Corydalla campestris (Linnaeus, 1758) – świergotek polny
- Corydalla hoeschi (Stresemann, 1938) – świergotek skalny
- Corydalla similis (Jerdon, 1840) – świergotek długodzioby
- Corydalla nyassae (Neumann, 1906) – świergotek brązowy
- Corydalla vaalensis (Shelley, 1900) – świergotek płowy
- Corydalla australis (Vieillot, 1818) – świergotek australijski
- Corydalla novaeseelandiae (J.F. Gmelin, 1789) – świergotek nowozelandzki
- Corydalla cinnamomea (Rüppell, 1840) – świergotek cynamonowy
- Corydalla richardi (Vieillot, 1818) – świergotek szponiasty
- Corydalla rufula (Vieillot, 1818) – świergotek rdzawy
- Corydalla leucophrys (Vieillot, 1818) – świergotek gładki
- Corydalla melindae (Shelley, 1900) – świergotek brzegowy
- Corydalla pallidiventris (Sharpe, 1885) – świergotek długonogi